# Guardianes de Fubon
Los Fubon Guardians (chino :富邦 悍將) son un equipo de béisbol profesional de la Liga de Béisbol Profesional China (CPBL) en Taiwán. Anteriormente eran llamados los EDA Rhinos, cambiaron su nombre en 2016. El equipo es propiedad de Fubon Financial Holding Co., y juega sus partidos en casa en el Estadio de Béisbol Xinzhuang en la ciudad de Nueva Taipéi. 
En 1993 llega a la Liga el equipo Osos Jungo (Jungo Bears) el cual fue vendido en 1995 a la Corporación Sinon pasando a llamar la franquicia a Osos Sinon pero un año más tarde se decide cambiar el nombre al actual Toros Sinon. El equipo ha logrado ganar en dos oportunidades la Serie de Taiwán y además consiguieron dos subcampeonatos (1998, 2003), los Toros Sinon fueron el primer equipo taiwanés en disputar la Serie de Asia Copa Konami en 2005.

## Títulos obtenidos
Locales
3 Títulos locales
2004 • 2005 • 2016